# Caranos (príncep)
Caranos (en llatí Caranus, en grec antic Κάρανος o Καρανός "Káranos" o "Karanós") va ser un fill de Filip II de Macedònia, fruit de la seva unió amb Cleòpatra de Macedònia i germanastre d'Alexandre el Gran. Segons Justí, Alexandre va sospitar que Caranos ambicionava el tron i el va fer matar poc després de pujar al poder, el 336 aC.